# طريق الموت

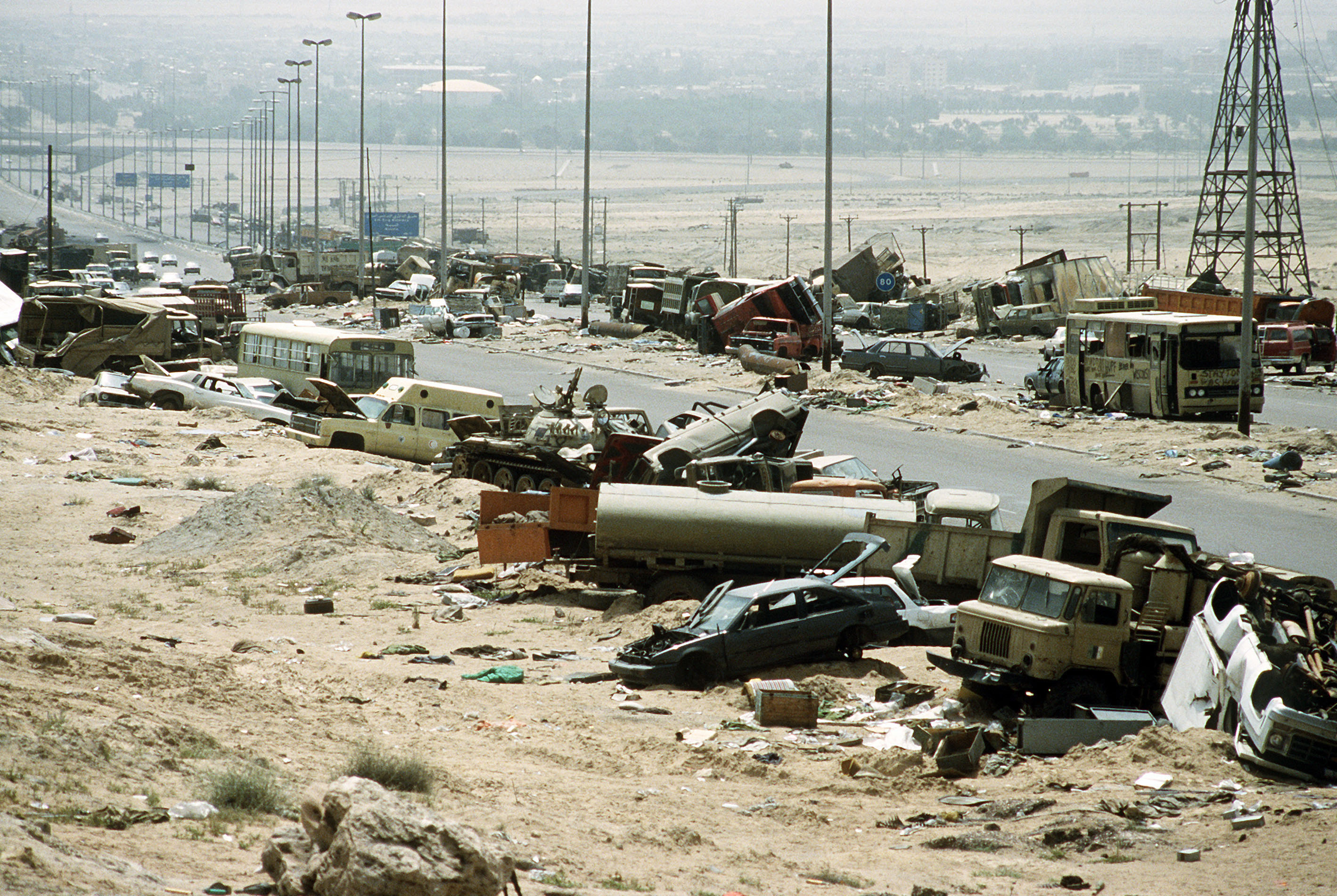
جوانب طريق الموت في أبريل 1991

طريق الموت اسم يرمز إلى الطريق السريع رقم 80 الذي يربط مدينة الكويت بمنفذ العبدلي الحدودي على الحدود الكويتية العراقية ومن هناك في صفوان الطريق الرابط من صفوان إلى البصرة.
أطلق على الطريق هذا الاسم بعد أن دمرت فيه قوات التحالف أكثر من 1400 آلية تابعة للجيش العراقي كانت في طريقها إلى البصرة منسحبة من الكويت، حيث تحول الطريق من طريق سريع يؤدي إلى البصرة إلى طريق للموت، وكانت القوات الأمريكية قد رصدت تحرك القوات العراقية في هذا الطريق في ليلة 26 فبراير 1991 فشنت هجوما جويا على الآليات والمركبات العراقية المنسحبة، نتج عن الهجوم مقتل عدة مئات من الجنود حيث تخلى الكثير منهم عن مركباتهم تجنباً لتدميرها أثناء القصف. تم تسمية الطريق باسم طريق جابر الأحمد الصباح نسبة إلى أمير دولة الكويت في وقتها.

## صور

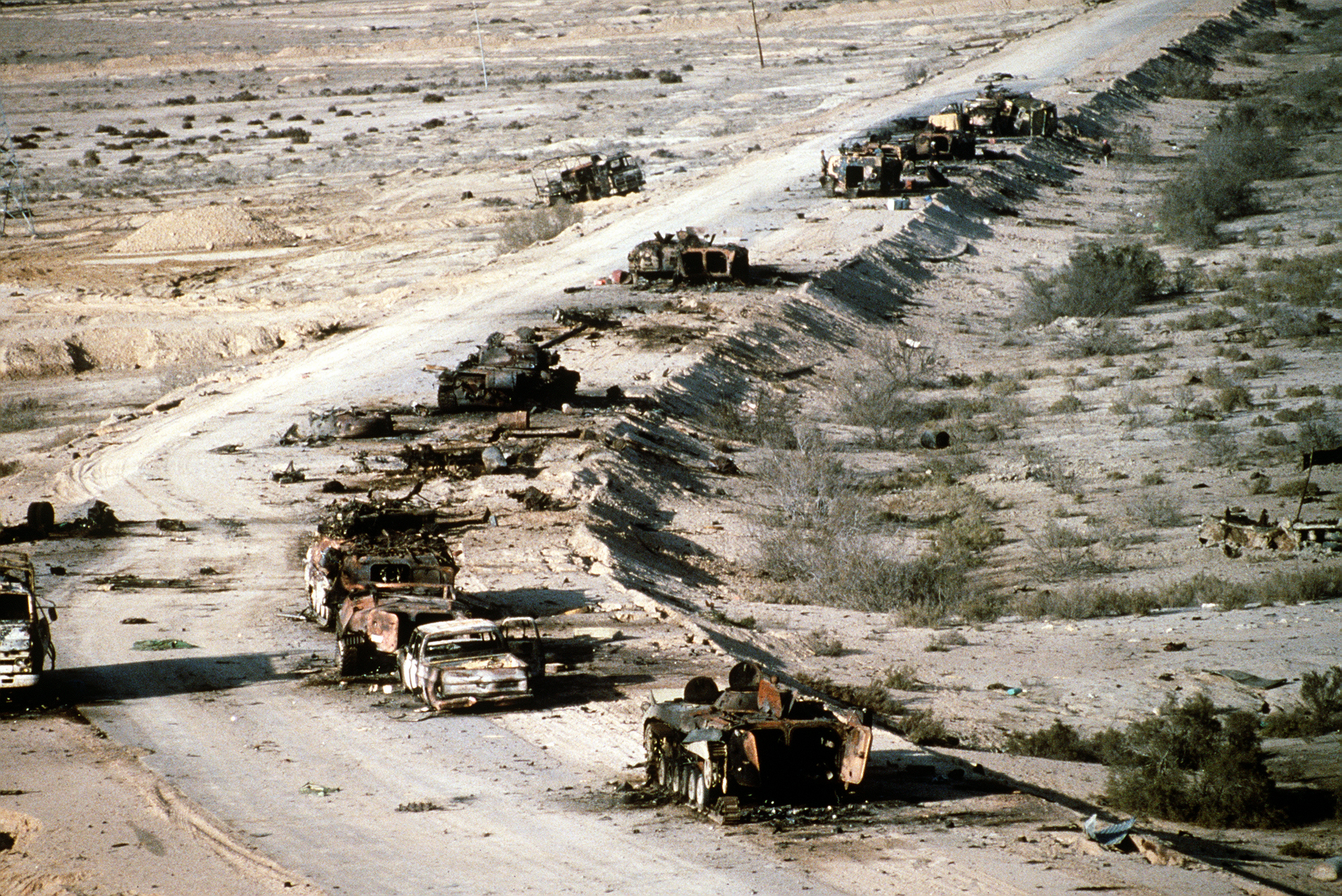
آليات عراقية مدمرة
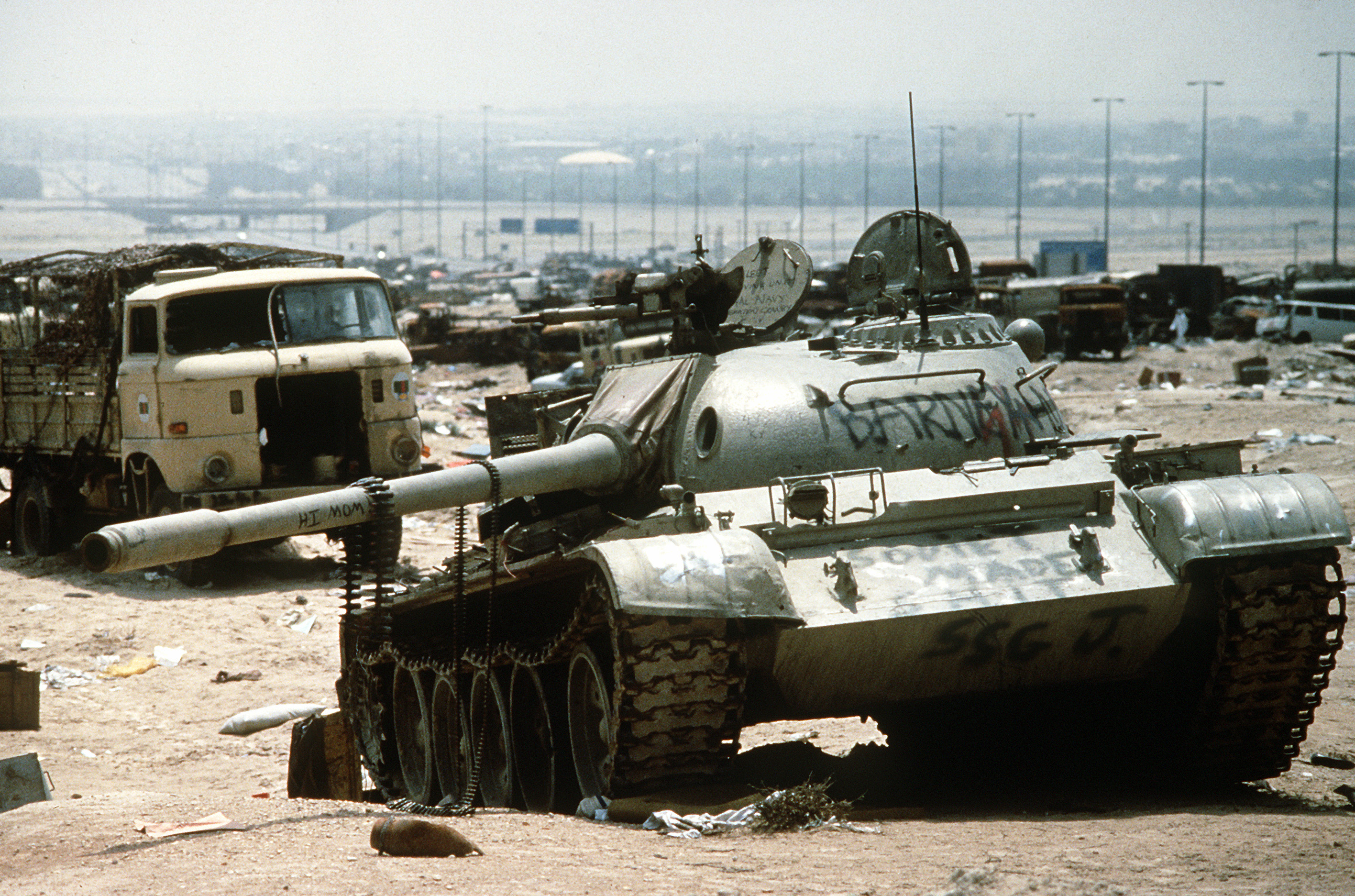
دبابة تي-55 مدمرة
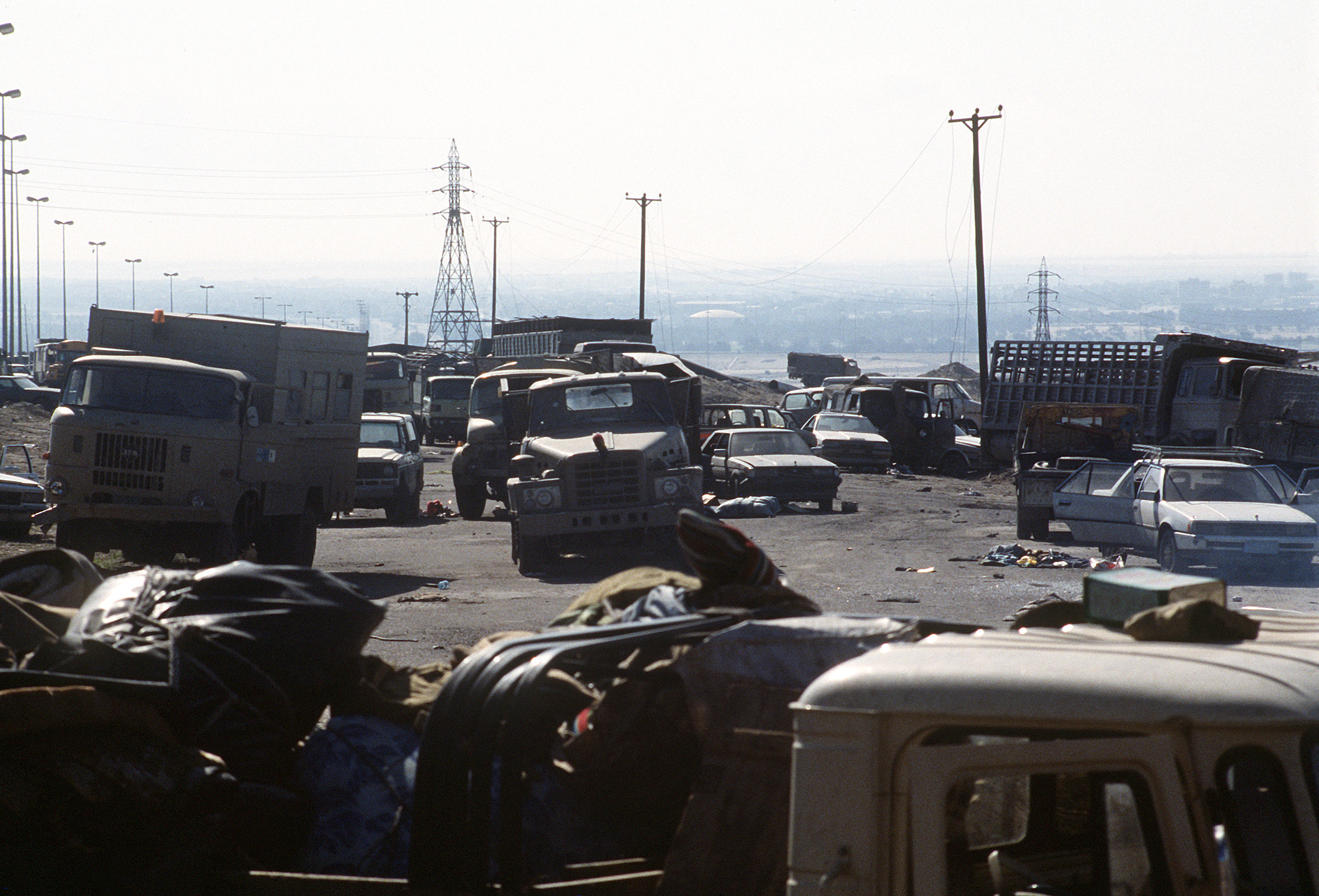
آليات الجيش العراقي